# Specklinia grisebachiana
Specklinia grisebachiana är en orkidéart som först beskrevs av Célestin Alfred Cogniaux, och fick sitt nu gällande namn av Carlyle August Luer. Specklinia grisebachiana ingår i släktet Specklinia och familjen orkidéer. Inga underarter finns listade i Catalogue of Life.